# Мечеть Сапармурата-хаджі

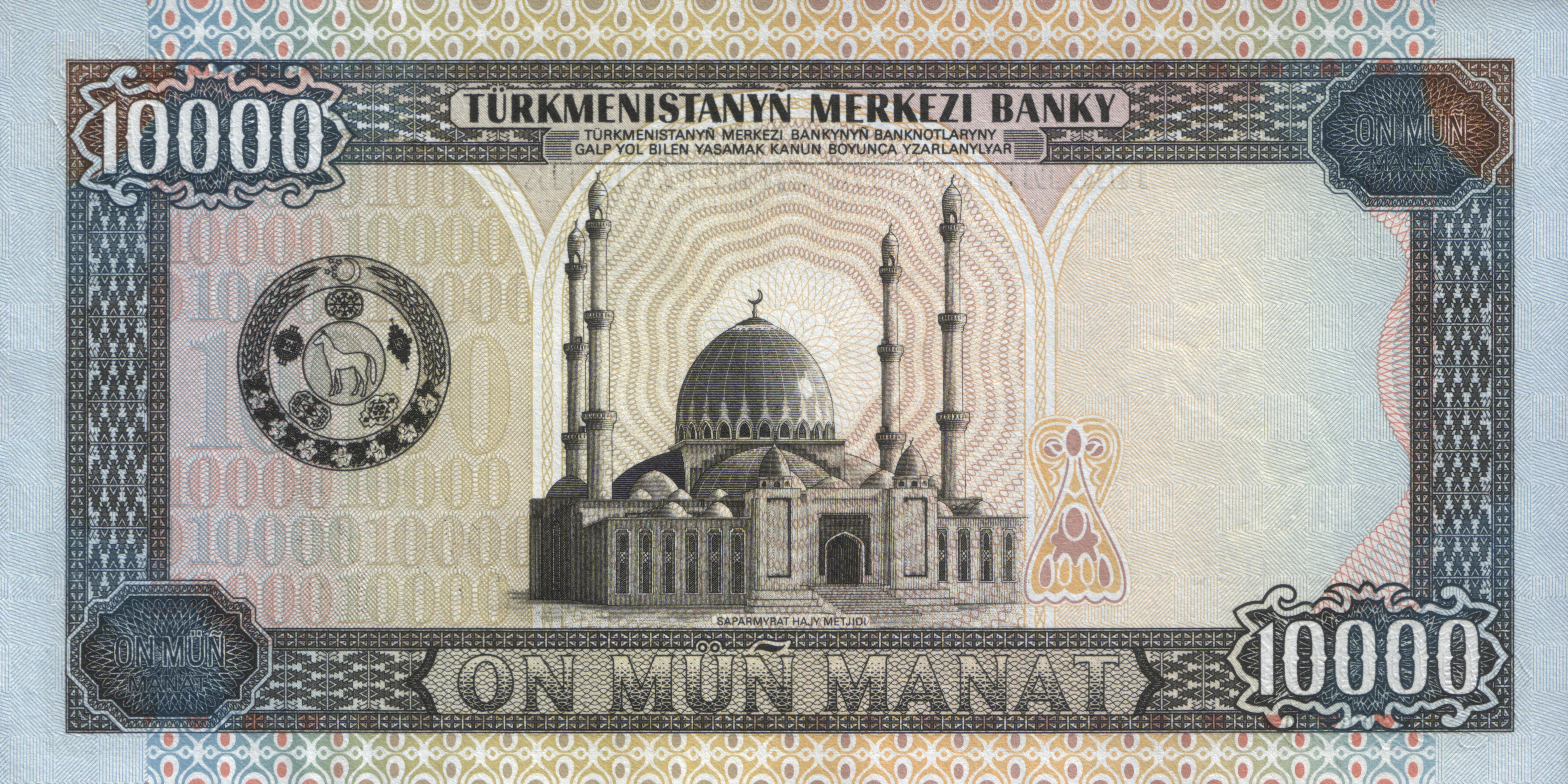
Зображення мечеті на туркменських манатах

Мечеть Сапармурата Хаджі (туркм. Saparmyrat Hajy metjidi) — мечеть в місті Гекдепе (раніше Геок-Тепе), Туркменістан. Зведена на згадку про воїнів-захисників Геоктепінської фортеці. Має чотири мінарети .

## Історія
Проект розробив ашхабадський архітектор Какаджан Дурдієв. Мечеть відкрита в 1995 і названа на честь Президента Туркменістану Сапармурата Ніязова. Побудована французькою компанією Bouygues за один рік.
У 2008 мечеть реконструювала турецька фірма «SUR Turizm Insaat Tijaret ve sanayi STI». Підрядник провів проектування та будівництво комплексу приміщень для здійснення обряду садка на 1000 місць та будівлі музею з благоустроєм прилеглої території. Вартість реконструкції - 34 млн доларів США.